# Eva Bergman
Eva Bergman, švedska filmska in televizijska režiserka, * 5. september 1945, Helsingborg.
Je hči režiserja Ingmarja Bergmana in žena pisatelja Henninga Mankella.

## Filmografija
- En Midsommarnattsdröm (1990) (TV)
- Trappen (1991) (TV)
- Gisslan (1996) (TV)
- Faust (1996) (TV)
- Sven (1997)